# Jean-Marie Thiébaud
Pour les articles homonymes, voir Thiébaud.
 (octobre 2020).
Il peut être nécessaire de l'améliorer pour respecter le principe de neutralité de point de vue. Veuillez consulter la page de discussion pour plus de détails.

Jean-Marie Thiébaud (né à Pontarlier le 21 novembre 1944) est un écrivain, généalogiste et médecin français.

## Biographie

### Responsabilités socio-professionnelles
Jean-Marie Thiébaud a été administrateur du Centre hospitalier général de Pontarlier de 1978 à 1998. Après avoir cessé son activité professionnelle de médecin, il a enseigné bénévolement la biologie et l'informatique à l’École française de Tachkent (Ouzbékistan) puis la biologie au Lycée international Xavier à Séoul (Corée du Sud).

### Fonctions politiques
Sur le plan politique, bien que n'ayant jamais adhéré à aucun parti, il s'est présenté au premier tour des élections municipales de Pontarlier le 13 mars 1977 à la tête de la liste apolitique « Pontarlier Avenir » et, face au président Edgar Faure, a obtenu un score personnel de 15,16 % . Puis, aux élections suivantes, le 6 mars 1983, il a été élu maire-adjoint de Pontarlier et président du syndicat intercommunal du château de Joux et du fort Mahler du Larmont inférieur à La Cluse-et-Mijoux de 1983 à 1989. Il a été nommé membre de la section des finances du Conseil économique et social (1997-1999)

### Généalogie et héraldique
Écrivain, il est membre correspondant (20 décembre 1982) puis membre titulaire de l'Académie des sciences, belles-lettres et arts de Besançon et de Franche-Comté le 14 décembre 1987,, président de la Fédération française de généalogie (1993-1998), et de la Confédération internationale de généalogie et d'héraldique (1995-1998). Dès son élection, il a fait admettre, pour la première fois, au sein de la Confédération internationale, l'Italie et des pays de l'ex-URSS comme la Russie et l'Ukraine,[source insuffisante],[source insuffisante].
Il a été nommé membre du Conseil supérieur des archives (1994-1998), sous la présidence de René Rémond.
 Il a été au nombre des personnalités consultées par Guy Braibant, président de section honoraire du Conseil d'État, lors de la mission confiée à celui-ci par le Premier ministre pour une révision de la loi sur les Archives (mars-avril 1995). Le rapport de cette mission exécutée à la demande d'Édouard Balladur, Premier ministre, a été remis, le 28 mai 1996, à Alain Juppé, Premier ministre suivant.
Généalogiste et héraldiste, il est fondateur de l'association loi de 1901 Conseil français d'héraldique et de l'Académie Internationale de Généalogie (Turin en Italie en septembre 1998),. Il a écrit plus de 60 ouvrages et de 700 articles publiés en France et à l'étranger (Russie, Suisse, Italie, Allemagne, Canada, etc.), consacrant l'essentiel de son œuvre à la généalogie, à l'anthroponymie, à la toponymie, à l'héraldique et au symbolisme. Il a également consacré ses œuvres à la présence des Français en Extrême-Orient du XVIe siècle à nos jours et aux hommes célèbres ou méconnus du Premier Empire.[réf. nécessaire]
Il a été le premier à animer un atelier « Éthique et déontologie en généalogie » lors du XIIe congrès national de la Fédération française de généalogie à Vichy le 22 mai 1993. En sa qualité de président de la Fédération française de généalogie, il a lancé une campagne de relevés d'inscriptions dans les cimetières de Besançon (Chaprais, Champs Bruley, Saint-Ferjeux), Chaux-lès-Châtillon (Les Terres-de-Chaux), Clerval (Doubs), Séoul et Pusan (Corée) au cimetière international de l'ONU, Tokyo, Marrakech (Maroc), Essaouira (Maroc), Prague, etc., pour éviter que ne disparaissent des monuments et des noms lors d'actes de vandalisme ou lors des procédures de reprises de sépultures par les municipalités.
Au premier congrès européen sur la noblesse qui 'est tenu à Valence (Espagne), il a présenté une étude sur Les Anoblissements, titres et privilèges octroyés à des Francs-Comtois par Charles Quint et ses successeurs les rois d'Espagne
Il a créé les armoiries de nombreuses communes : Amancey[source insuffisante], Le Bizot[source insuffisante], Dampjoux, Damprichard, Étalans, Frasne (en collaboration avec Michel Renaud), Malbuisson, Mathay, Mouthe, Pierrefontaine-les-Varans, Pirey, Saint-Vit,, Vernierfontaine, Rans, etc. Il a publié plusieurs articles spécialisés dans Archivum Heraldicum - Les Archives héraldiques suisses.
Il a collaboré à la revue Généalogie Magazine depuis sa fondation par les Éditions Christian en 1982 (rédacteur en chef : Jean-Louis Beaucarnot).
Il a découvert, au cours de l'hiver 1996-1997, une importante partie des archives de la Bastille à la Bibliothèque nationale de Russie à Saint-Pétersbourg. Ces documents avaient été récupérés par Petr Petrovitch Doubrovsky (1754-1816), diplomate russe en poste à Paris lors de la prise de la Bastille et offerts à l'empereur Alexandre Ier de Russie. Il en a publié un inventaire sommaire de 67 pages paru en 1997,.
Il participe à la publication sur Internet d'articles d'érudition en généalogie en qualité de membre de l'Editorial Board.

### Russophile
Il a consacré à l'histoire et la généalogie des familles russes plusieurs ouvrages (Les Romanov, les familles Galitzine, Demidov, Botkine) et a inventorié les inscriptions de plusieurs cimetières russes à Tachkent (12 000 tombes au cimetière Botkine) et Samarcande (Ouzbékistan), Séoul (Corée) au cimetière des étrangers, Prague, Berlin, Besançon, cimetières des Chaprais et des Champs Bruley, etc. Membre d’honneur de la Société historique et généalogique de Moscou (История и генеалогия общество в Москве) et médaillé de la Fédération de généalogie de Russie (Россия Федерация Генеалогия) , il a donné une conférence à Saint-Pétersbourg, le 10 décembre 2010, sur le thème « Généalogie et génétique »(2.Тьебо, Жан-Мари, доктор медицины, основатель, первый президент и д.чл. МГА (Понтарлье, Франция). «Генетика и генеалогические исследования родственных связей, нынешних или прошлых» cherchant toutes à se rattacher soit aux Rurikides soit aux Guediminides. Auteur du premier dictionnaire héraldique franco-russe, il l’a publié dans un Armorial et nobiliaire de l’Empire de Russie, présenté lors d'une conférence donnée au Centre Roland-Mousnier à l'Université Paris I - Panthéon-Sorbonne et ultérieurement devant l' U.N.R. (Union de la Noblesse russe), présidée par le prince Dimitri Schakhovskoy.
Son plus récent ouvrage sur la Russie : Les ministres de Nicolas II et du gouvernement provisoire, éd. SPM, 2022, préface du prince Dimitri Schakhovskoy.

## Distinctions
Médaille de bronze de la Croix-Rouge française le 14 février 1980.[réf. nécessaire] pour quinze années de cours de secourisme.
Déjà titulaire de la plaque de bronze de la Fédération française de boxe depuis plus de 20 ans, il a reçu la plaque d'argent le 15 juin 2019, la plaque d'or le 27 mai 2022.
Il a été élu membre honoraire de la Société d'histoire et de généalogie de Moscou et, en 2009, il a reçu la médaille de la Fédération russe de généalogie «Pour sa contribution au développement de la généalogie et d'autres disciplines historiques spéciales » du second degré et, par décision du Conseil de la Fédération russe de généalogie du 20 juin 2019, «Pour les multiples œuvres en russe généalogie et en relation avec les 75 ans » il s’est vu décerner le 1er degré de cette médaille .
Il a reçu la Légion d'honneur en avril 1998, avant que ne soit prononcée par arrêté du 22 novembre 1999 son « exclusion de droit de la Légion d'honneur, comportant en outre privation définitive de porter les insignes de toute décoration française ou étrangère ressortissant à la grande chancellerie de la Légion d'honneur » en raison de sa condamnation de septembre 1999.

## Condamnations
Jean-Marie Thiébaud a été poursuivi pour « vol avec violences, séquestration et dégradations », et condamné le 2 septembre 1999 par le tribunal correctionnel de Versailles à trois ans de prison, dont dix-huit mois avec sursis, et à 20 000 F d'amende, pour avoir organisé et coordonné une expédition punitive au domicile d'un sexagénaire de Saint-Germain-en-Laye. Le procès a révélé l'existence et les activités d'une pseudo-société secrète créée par Jean-Marie Thiébaud, le « Grand ordre souverain des aigles noirs », dont les adeptes étaient censés devenir les cadres d'un futur « service secret européen de lutte contre le terrorisme ». Dans son jugement, le tribunal interdit en outre à M. Thiébaud l'exercice de toute fonction publique pendant une durée de cinq ans.
Mais l'accusation initiale d'association de malfaiteurs a pourtant fait l'objet d'un non-lieu dans la seconde partie du texte du jugement du 2 septembre 1999.
Par un jugement rendu le 4 février 2000, le Conseil régional de Bourgogne de l'Ordre des médecins inflige un blâme au docteur Thiébaud en maintenant son inscription au tableau de l'Ordre et la pleine autorisation d'exercer la médecine. Le parquet, le représentant de l'État et le ministère de la Santé n'ont pas fait appel de cette décision.